# Квемо-Арцеви
Квемо-Арцеви (груз. ქვემო არცევი) — село в Грузии, на территории Горийского муниципалитета края (мхаре) Шида-Картли.

## География
Село находится в центральной части Грузии, на расстоянии приблизительно 14 километров (по прямой) к северу от города Гори, административного центра муниципалитета. Абсолютная высота — 759 метров над уровнем моря.

## Население
По результатам официальной переписи населения 2014 года в Квемо-Арцеви проживало 606 человек (308 мужчин и 298 женщин). В национальной структуре населения грузины составляли 99,5 %.
| Год  | Население, человек |
| ---- | ------------------ |
| 2002 | 720                |
| 2014 | ↘ 606              |